# بانوی سرخ‌پوش (فیلم ۱۹۳۵)
«بانوی سرخ‌پوش» (انگلیسی: The Lady in Red) فیلم انیمیشن آمریکایی از سری کارتون‌های مری ملودیز محصول کمپانی برادران وارنر است که سال ۱۹۳۵ نمایش داده شد.
موسیقی فیلم توسط برنارد بی. براون و نورمن اسپنسر ساخته شده است. در نسخهٔ جدید، از رنگ‌آمیزی دو نواری تکنی‌کالر استفاده شده است.
این کارتون از رسم اولیهٔ کارتون‌های برادران وارنر پیروی می‌کند که حول یک ملودی از فهرست وارنر ساخته شده (و در نتیجه از آن استفاده می‌کند)، در این مورد، آهنگی به نام "بانوی سرخ‌پوش" از فیلم In Caliente محصول ۱۹۳۵ وارنر (همچنین با نام زنده باد سنیوریتا شناخته می‌شود)